# Montigny-le-Tilleul
Montigny-le-Tilleul (wa. Montgneye-Tiyoû) – miejscowość i gmina w Belgii, w Regionie Walońskim, w prowincji Hainaut, w okręgu Charleroi. 1 stycznia 2024 r. liczyła 10 141 mieszkańców.

## Podział administracyjny
W skład gminy wchodzi jedna dzielnica (section):
- Landelies

## Współpraca
Miejscowości partnerskie:
- Cousolre, Francja
- Montereale Valcellina, Włochy
- Vincennes, Francja